# Aspidaphium
Aspidaphium är ett släkte av insekter som beskrevs av Carl Julius Bernhard Börner 1939. Aspidaphium ingår i familjen långrörsbladlöss.
Släktet innehåller bara underarten Aspidaphium escherichi.